# 柏農山勝栄
柏農山 勝栄（はくのうざん しょうえい、1923年7月6日 - 1958年5月16日）は、青森県南津軽郡大光寺町（現役当時、現・同県平川市）出身で高砂部屋に所属した大相撲力士。本名は高木 勝栄（たかぎ しょうえい）。最高位は西前頭21枚目（1948年5月場所）。現役時代の体格は173cm、86kg。得意手は左四つ、寄り、吊り。

## 来歴
16歳の時上京し、元大関・朝潮が率いる高砂部屋へ入門。1940年1月場所で初土俵を踏んだ。因みに、当初より四股名は、「柏農山」であった（以後は「國錦」を名乗った事もあったが、すぐに元の「柏農山」へ再改名している）。
体重90kgに満たない小兵で、身長もあまり高くなかったが、そうした身体上のハンディを克服して順調に出世。序ノ口に付いて約5年の1945年6月場所にて、新十両に昇進した。
だが、同場所直前に応召され、短期間ながら日本軍の一員として第二次世界大戦に参加。戦場から帰還後もスムーズに番付を上げてゆき、1948年5月場所で新入幕を果たした。
左四つからの寄りや吊りを得意とし、俊敏な取り口で勝ち身も速かったものの、幕内では体の小ささも災いしてか苦戦。4勝7敗と大きく負け越して1場所で十両へ逆戻りし、以後、2度と幕内に復帰できなかった。
現役晩年は酒により健康を害した事もあって休場がちとなり、幕下2枚目まで番付を落として1949年5月場所後、25歳で引退を表明。新入幕から、僅か1年後の事であった。
引退後は日本相撲協会に残り、年寄・芝田山として後進を指導していたが、1952年5月場所を以って元前頭3枚目・大ノ海に名跡を譲渡し廃業した。
その後も酒が過ぎて健康はすぐれず、1958年5月16日に病のため亡くなった。享年34。

## 主な戦績
- 通算成績：73勝57敗28休 勝率.562
- 幕内成績：4勝7敗 勝率.364
- 現役在位：20場所
- 幕内在位：1場所

### 場所別成績
| 1940年 （昭和15年） | （前相撲）         | 東序ノ口31枚目 4–4      | x                |
| 1941年 （昭和16年） | 西序二段84枚目 8–0 | 東三段目37枚目 4–4      | x                |
| 1942年 （昭和17年） | 東三段目36枚目 4–4 | 西三段目14枚目 6–2      | x                |
| 1943年 （昭和18年） | 東幕下40枚目 5–3   | 東幕下26枚目 7–1        | x                |
| 1944年 （昭和19年） | 西幕下6枚目 2–6    | 西幕下26枚目 3–2        | 西幕下16枚目 4–1 |
| 1945年 （昭和20年） | x                  | 東十両13枚目 – 応召     | 東十両 – 応召    |
| 1946年 （昭和21年） | x                  | x                       | 東十両 8–5       |
| 1947年 （昭和22年） | x                  | 東十両6枚目 6–4         | 東十両2枚目 6–5  |
| 1948年 （昭和23年） | x                  | 西前頭21枚目 4–7        | 西十両2枚目 2–9  |
| 1949年 （昭和24年） | 西十両9枚目 0–0–13 | 東幕下2枚目 引退 0–0–15 | x                |
| 各欄の数字は、「勝ち-負け-休場」を示す。 優勝 引退 休場 十両 幕下 三賞：敢=敢闘賞、殊=殊勲賞、技=技能賞 その他：★=金星 番付階級：幕内 - 十両 - 幕下 - 三段目 - 序二段 - 序ノ口 幕内序列：横綱 - 大関 - 関脇 - 小結 - 前頭（「#数字」は各位内の序列） |                    |                         |                  |

### 幕内対戦成績
| 明瀬川 | 0 | 1 | 大熊         | 0 | 1 | 九州錦 | 1 | 0 | 玉櫻   | 0 | 1 |  |  |  |
| 竹旺山 | 0 | 1 | 大起(穂波山) | 0 | 1 | 緑國   | 0 | 1 | 若葉山 | 1 | 0 |  |  |  |

※1945年の夏、秋場所は、応召のために出場していない。同年秋場所での番付上の扱いは、東十両の番付外。復帰した1946年秋場所の番付では、帰還別格扱いとなり、東十両の番付外で出場した。

## 改名歴
- 柏農山（はくのうざん、1940年5月場所-1945年11月場所）
- 國錦（くににしき、1946年11月場所）
- 柏農山（はくのうざん、1947年6月場所-1949年5月場所）

## 年寄変遷
- 芝田山（しばたやま、1949年5月-1952年5月）